# Deštnice
Deštnice település Csehországban, Lounyi járásban. Deštnice Měcholupy, Kounov, Tuchořice, Liběšice, Holedeč és Janov településekkel határos. Lakosainak száma 227 fő (2024. január 1.).

## Népesség
A település lakosságának változását az alábbi diagram mutatja:
| Lakosok száma | 858  | 772  | 788  | 485  | 259  | 188  | 188  | 195  | 222  | 227  |
|               | 1869 | 1890 | 1921 | 1950 | 1980 | 2001 | 2017 | 2019 | 2022 | 2024 |